# You Are Empty
A You Are Empty (magyar szabadfordításban "Üres Vagy") egy 2007-ben kiadott, orosz fejlesztésű egyszemélyes first-person shooter játék. Fejlesztői a Mandel ArtPlains és a Digital Spray Studios, kiadója az 1C Company, illetve Észak-Amerikában az Atari.

## A játék menete

### Előzmények
A játék 1955 környékén, Sztálin uralmának idején játszódik az akkori Szovjetunió területén. Az akkori kormány annak érdekében, hogy egy erős és céltudatos nemzetet hozzon létre, felépített egy nukleáris rádióadót, amely módosítja az emberek és az állatok viselkedését. A kísérlet azonban teljes kudarcba fulladt, a lakosság nagy része elpusztult, a maradék pedig vérengző mutánssá változott. A kevés túlélő között van egy orosz tiszt is, akit később irányítanunk kell a játék során.

### Történet
Hősünk egy lepusztult kórházban tér magához, ahonnét erejét összeszedve ki kell jutnia. Útja során végighalad a romba döntött Szovjetunió egy részén, és mialatt a legkülönbözőbb helyszíneken (kolhozokban, moziban, operában, városházán, metróalagutakban, háztetőkön, utcákon stb.) megküzd az életére törő félig ember-félig szörny mutánsokkal, a kevés túlélő beszámolója, a civil lakosság, a munkások és a politikai és katonai vezérkar hátrahagyott utasításai és üzenetei, illetve saját tapasztalatai alapján (mi videobejátszásokat is láthatunk) lassacskán rájön a helyzetre, és végül hosszú harc után elér a gyilkos jelet sugárzó adóhoz, ahol az időt visszaforgatva meg tudja akadályozni a halálos paktum aláírását.

## Fegyverek
A játék során kilenc különféle, kifejezetten a korszakra jellemző orosz gyártmányú fegyverrel verekedhetjük magunkat végig a pályákon, amikhez lőszert és utánpótlást (illetve a harcokban szerzett sérülésinket gyógyítandó gyógyszeres fiolákat és automatás vizet) a város különféle zugaiban találhatunk, illetve a fegyverrel rendelkező ellenfelektől (pl. Vörös Hadsereg-katona, orgyilkos stb.) szerezhetünk be.
A 9 fegyver, sorrendben a következő:
1. Csavarkulcs
2. Mauser M712 Schnellfeuer
3. Shotgun
4. Szögbelövő
5. Mosin Nagant M91/30
6. PPS–41
7. Molotov-koktél
8. Mosin Nagant M91/30 mesterlövész puska
9. Elektromos fegyver

## Ellenfelek
A játék során több mint 30-féle különböző zombival és mutánssal találjuk magunkat szemben, amik hol csoportosan, hol vegyesen, hol pedig egyedül támadhatnak ránk. Egyes mutánsok (pl. a fertőzött patkányok) tartják a megszokott formációkat (a patkányok mindig hármasával támadnak), míg mások a kis egyedszámtól egészen 8-10-es csoportokig különböző mennyiségben keresztezhetik utunkat. Az ellenfelekre mind sebesség, mind erősség, mind pedig az elpusztításukhoz leghatékonyabb fegyver milétében igen nagy változatosság jellemző. Vannak lomha, kevéssé erős és agresszív ellenfelek (pl. a kórházi ápoltak), és vannak gyors, agresszív és erős ellenfelek (pl. tűzoltók). Értelemszerűen az agresszívebb ellenfelek kisebb csoportokban támadnak, mivel szívósságuk miatt nagyobb koncentráció és tűzerő kell az elpusztításukhoz, és a játékos ilyenkor értelemszerűen több életpontot valószínű, hogy elveszít. Az ellenfelek nagyobbik része valamilyen lő- vagy szúró-vágó-ütőfegyverrel támad, ezek közül főként a lőfegyverek a begyűjthetők, a többi fegyvert (pl. izzó vas, balta, sarló) nem lehet használni a játékosnak.

## Fogadtatás
A játék megjelenése után eléggé negatív kritikákat kapott. Legtöbbször 10-ból 4-5 pontra értékelték a kritikusok.

## Korhatár
Mivel a játékban több enyhén rémisztő jelenet, nagy mennyiségű erőszak, illetve borongós környezet található (ámbár a vér és brutalitás egyes hasonló kategóriás konzoljátékokhoz képest mérsékelt szinten van csak jelen), így a játék a legtöbb országban, ahol megjelent 16+-os, illetve "Mature" (Érett) minősítést kapott.